# جوی (آرکانزاس)
جوی (به انگلیسی: Joy) یک منطقهٔ مسکونی در ایالات متحده آمریکا است که در شهرستان وایت، آرکانزاس واقع شده‌است. جوی ۲۳۱٫۹۶ متر بالاتر از سطح دریا واقع شده‌است.